# Садонский свинцово-цинковый комбинат
Садонский свинцово-цинковый комбинат (ССЦК) — бывшее горнодобывающее предприятие по добыче и переработке полиметаллических руд Садонской группы месторождений. Старейшее горно-обогатительное предприятие Северного Кавказа. Производственные мощности находились в посёлках Садон и Мизур Северной Осетии. На комбинате впервые был получен первый в Российской империи металлический свинец и цинк. Ликвидировано в 2009 году по причине истощения минерально-сырьевых ресурсов.

## История

### Российская империя
Началом промышленной эксплуатации Садонского месторождения считается 1852 год, когда было завершено строительство Военно-Осетинской дороги и подъездных путей к месту добычи. Таким образом Российская Империя получала первый свинец, который до этого импортировала из Великобритании. В 1896 году учреждено смешанное русско-бельгийское Горно-химическое общество «Алагир». С этого момента начинается активная механизация технологических процессов. В конце XIX века во Владикавказе строится плавильный свинцово-цинковый завод. Тем временем на левом берегу реки Ардон появился рабочий посёлок Мизур, начинается строительство обогатительной фабрики. После Октябрьской революции, в 1918 году, «Алагир» прекратило своё существование. Рудники были закрыты, работы на обогатительных фабриках остановлены.

### Советский союз
С приходом коммунистов к власти, принимается решение возобновить разработку богатых месторождений Северной Осетии. В 1922 году на создается Садонский свинцово-цинковый комбинат (ССЦК), в которой вошли следующие предприятия: геологоразведочная служба, Садонский и Ходский рудники и Мизурская горно-обогатительная фабрика. В период с 1923 по 1925 год ССЦК был единственным предприятием добывавшим цинковые руды в стране. На добычу свинца приходилось 36% от всех добытых свинцовых руд в СССР. В 1945 году начата разработка крупнейшего в СССР жильного месторождения Згидское подземным методом. К концу 60-х ССЦК уже разрабатывал группу из 9 полиметаллических месторождений. С середины 80-х начался спад объёмов добычи и переработки руд. За всё время работы, с 1843 по 2001 год, было добыто около полумиллиона тонн свинца и около 830 тысяч тонн цинка.

### Современное положение
После развала СССР, в условиях новой экономической политики, комбинат лишился государственных дотаций, последствиями которого явилось закрытие двух рудников и одной обогатительной фабрики. В конце 2003 года ОАО «Электроцинк» и «ССЦК» вошли в состав холдинга «УГМК». Обогатительная фабрика в Мизуре открылась после реконструкции в 2004 году, здесь планировались перерабатываться руды Садонского и Архонского месторождений. Добыча руды на местных рудниках не возобновилась, поскольку основные промышленные запасы на эксплуатируемых ранее месторождениях были отработаны ещё к 80-м годам прошлого века, а разведанные имеют низкую мощность. Садонское рудоуправление было ликвидировано в 2009 году.
В феврале 2014 году Мизурская обогатительная фабрика начала перерабатывать промпродукт завода «Электроцинк», однако в этом же году постановлением Росприроднадзора производство было приостановлено, а спустя несколько месяцев юридическое лицо ООО «Мизурский ГОК» – ликвидировано. В настоящее время производственные корпуса Мизурской горно-обогатительной фабрики разрушены, оборудование частично сдано на металлолом. Садонский, Архонский и Згидский рудники полностью заброшены.

## Производственный процесс
Первоначально вся добытая на Садонском руднике руда доставлялась до обогатительных фабрик исключительно гужевым транспортом. Во времена Советского Союза была возведена подвесная канатная дорога (ПКД) для доставки полезного ископаемого от промплощадки Згидского рудника до Мизурской обогатительной фабрики. Руда транспортировалась из рудника через откаточную штольню прямиком до фабрики. Обогащение руды осуществлялось по флотационной схеме. Полученные концентраты содержали: свинца ~80%, цинка ~82%, серебра – 60%, кадмия ~55%, висмута –32%. Хвосты обогащения по трубопроводу транспортировались на расстояние 9 км в хвостохранилище, расположенное в пойме реки Ардон. Полученные концентраты доставляли автотранспортом на завод «Электроцинк».

## Экологические проблемы
Отходы предприятия складировались в Унальское хвостохранилище, расположенное в пойме реки Ардон. С 1960 года на объекте было захоронено более 4 миллионов тон отходов 3 класса опасности. Токсичные вещества, которые содержат тяжёлые металлы, напрямую попадают в реку, что создает экологическую угрозу прилегающих территорий. Специалистами были выявлены опасные концентрации свинца, висмута, мышьяка, сурьмы и кадмия.
В середине 2019 года, в рамках реализации национального проекта "Экология", были начаты работы по рекультивации территории хвостохранилища. Цена контракта составила порядка 406 млн рублей. 29 мая 2020 года ТАСС Минприроды региона сообщили, что работы по рекультивации территории Унальского хвостохранилища выполнены в полном объёме.